# Batzella aurantiaca
Batzella aurantiaca är en svampdjursart som först beskrevs av Claude Lévi 1958.  Batzella aurantiaca ingår i släktet Batzella och familjen Chondropsidae.
Artens utbredningsområde är Röda havet. Inga underarter finns listade i Catalogue of Life.